# アイティーシー
株式会社アイティーシーは、PCパーツ、エンベデッドプロダクトの総合商社である。

## 概要
1998年にコンシューマ向けメモリチップ、モジュールを扱うメモリ商社と
して誕生し、時代の変化に伴い細分化される市場のニーズを請け、国内外のネット
ワークを駆使し、「アイから始まるチャレンジ企業」をモットーに様々なジャンルのプロダクト、ソリューションを提供している。

## 事業内容
産業機器／FA
工業用マザーボード/DRAM/メモリモジュール/SSD/フラッシュディスク(CF/SD/DOM等)
その他電子部品
PCパーツ
SSD/メモリモジュール/フラッシュディスク(SD/CF/USB/)
CPU/ハードディスク/VGA/その他PCパーツ全般
不動産事業
不動産売買・賃貸業務
その他製品／サービス
EMS/基板アセンブリ/カスタム基板/検査/EMC試験
入手困難部品調達
IC/ケミコン/コネクタ/ケーブル/CPU/DRAM/NAND/LED/トランス/その他部品各種
アミューズメント
アミューズメント(遊技台）向け、カスタム電源/ガラス/主基板・サブ基板開発/液晶周辺演出(ソフト・CG開発)
BTO パソコン(STORM)
個人、法人向けBTO パソコンの製造販売/BTO パソコンのOEM供給/アセンブリ、キッティング等の受託生産/エンベデッドシステムの開発。パソコンショップのソフマップでも取り扱いされている。

## 主な沿革
- 1998年7月 東京都千代田区外神田2-10-8でメモリ専門の商社として創業
- 2004年 Micron社との正規代理店契約締結
- 2005年6月 株式会社アイティーシーがストームテクノロジー社、現STORMを買収
- 2012年7月 MSI社との正規販売代理店契約締結
- 2013年3月 InnoVISION社との正規販売代理店契約締結
- 2013年8月 Phanteks社との正規総販売代理店契約締結
- 2014年3月 RAIJINTEK社との国内正規代理店契約締結
- 2015年 CWT社との正規販売代理店契約締結
- 2016年10月 GAMDIAS technology 社正規販売代理店契約締結
- 2017年 生産工場を茨城県龍ヶ崎市佐沼町150に拡張移転
- 2018年5月 XFX国内正規販売代理店契約を締結
- 2021年1月 東京都千代田区二番町11-19に拡張移転